# José Miziara
José de Barros Miziara (Barretos,  29 de dezembro de 1935) é um ator, diretor e dublador brasileiro.

## Filmografia

### Cinema
Como diretor
| Ano  | Titulo                                              |
| ---- | --------------------------------------------------- |
| 1986 | A Quebra-galho Sexual                               |
| 1986 | Oscaralho: O Oscar do Sexo Explícito                |
| 1985 | Sem Vaselina                                        |
| 1985 | Rabo I                                              |
| 1985 | Deliciosas Sacanagens                               |
| 1984 | Mulher... Sexo... Veneno...                         |
| 1982 | Pecado Horizontal                                   |
| 1982 | As Amantes de um Homem Proibido                     |
| 1981 | Como Faturar a Mulher do Próximo                    |
| 1980 | As Intimidades de Analu e Fernanda                  |
| 1980 | Os Rapazes da Difícil Vida Fácil                    |
| 1979 | Nos Tempos da Vaselina                              |
| 1979 | Bem Dotado, o Homem de Itu                          |
| 1979 | Mulheres do Cais                                    |
| 1978 | Meus Homens, Meus Amores                            |
| 1979 | Embalos Alucinantes: A Troca de Casais              |
| 1976 | Ninguém Segura Essas Mulheres - 4° episódio: O Furo |

Como ator
| 1990 | A Rota do Brilho                       |
| 1985 | A Grande Trepada                       |
| 1985 | Gozo Alucinante                        |
| 1984 | Mulher... Sexo Veneno                  |
| 1984 | Bobeou... Entrou                       |
| 1984 | O Delicioso Sabor do Sexo              |
| 1982 | Amor Estranho Amor                     |
| 1982 | Viúvas Eróticas                        |
| 1982 | As Gatas, Mulheres de Aluguel          |
| 1982 | Pecado Horizontal                      |
| 1981 | Prazeres Permitidos                    |
| 1981 | Como Faturar a Mulher do Próximo       |
| 1980 | Bacanal                                |
| 1980 | Os Indecentes                          |
| 1979 | Herança dos Devassos                   |
| 1978 | As Amantes de um Homem Proibido        |
| 1978 | Embalos Alucinantes: A Troca de Casais |
| 1976 | Já Não se Faz Amor como Antigamente    |
| 1974 | Fogo sobre Terra                       |
| 1960 | Cacareco Vem Aí                        |

### Televisão
Como diretor
| Ano  | Título       | Emissora |
| ---- | ------------ | -------- |
| 1977 | O Espantalho | RecordTV |

Como ator
| Ano                 | Título               | Papel                                               | Emissora          |
| ------------------- | -------------------- | --------------------------------------------------- | ----------------- |
| 1987-2003 2005-2013 | A Praça É Nossa      | Roteirista do Programa / Oliveira / Elenco de Apoio | SBT               |
| 1974-1975           | Fogo Sobre Terra     | Amadeu                                              | Rede Globo        |
| 1968                | Nunca é Tarde Demais | Alexandre                                           | Rede Bandeirantes |